# Jan Apell
Jan Apell (n. 4 de noviembre de 1969 en Gotemburgo, Suecia) es un exjugador de tenis sueco. En su carrera conquistó 9 títulos de dobles y fue integrante del equipo sueco campeón de Copa Davis en 1994.

## Finales de Grand Slam

### Finalista Dobles (1)
| Año  | Torneo        | Pareja         | Oponentes en la final      | Resultado  |
| 1994 | Roland Garros | Jonas Björkman | Byron Black Jonathan Stark | 4-6 6-7(5) |